# Władysławów
Władysławów (in jidisch: נײַ־שטאָט Nay-Schtot) è un comune rurale polacco del distretto di Turek, nel voivodato della Grande Polonia.
Ricopre una superficie di 90,71 km² e nel 2004 contava 7 763 abitanti.